# Liga Mistrzów UEFA (1995/1996)
IV Liga Mistrzów UEFA 1995/1996

(ang. UEFA Champions League)
XLI Puchar Europy Mistrzów Klubowych 1995/1996

(ang. European Champion Clubs’ Cup)

## Runda kwalifikacyjna
| Austria Salzburg – Steaua Bukareszt 0:0 i 0:1 1 09.08 1995 2 23.08 1995 0:1 A. Ilie 32                                                                                    |
| Grasshopper Club Zürich – Maccabi Tel Awiw 1:1 i 1:0 1 09.08 1995 1:0 Ibrahim 50, 1:1 Kaszencew 55 2 23.08 1995 1:0 Comisetti 4                                           |
| Rangers – Anorthosis Famagusta 1:0 i 0:0 1 09.08 1995 1:0 Durie 68 2 23.08 1995                                                                                           |
| Legia Warszawa – IFK Göteborg 1:0 i 2:1 1 09.08 1995 1:0 Podbrożny 49k 2 23.08 1995 0:1 Blomqvist 25, 1:1 L. Pisz 74, 2:1 Bednarz 90                                      |
| Dynamo Kijów – Aalborg BK 1:0 i 3:1 1 09.08 1995 1:0 Pochlebajew 82k 2 23.08 1995 1:0 Kalitwincew 36, 2:0 Szewczenko 49, 3:0 Szewczenko 76, 3:1 P. Rasmussen 86           |
| Rosenborg BK – Beşiktaş JK 3:0 i 1:3 1 09.08 1995 1:0 Hoftun 22, 2:0 Strand 27, 3:0 Brattbakk 75 2 23.08 1995 0:1 Kuntz 8, 1:1 Brattbakk 68, 1:2 Kuntz 85k, 1:3 Mehmet 87 |
| RSC Anderlecht – Ferencvárosi TC0:1 i 1:1 1 09.08 1995 0:1 Kuntić 58 2 23.08 1995 0:1 Kopunovic 50, 1:1 De Bilde 65                                                       |
| Panathinaikos AO – Hajduk Split 0:0 i 1:1 1 09.08 1995 2 23.08 1995 1:0 Stimac 4, 1:1 Borelli 55 (mecz w Rijece)                                                          |
| Wolny los: AFC Ajax, Juventus F.C., FC Nantes, Borussia Dortmund, Real Madryt, Blackburn Rovers, FC Porto, Spartak Moskwa                                                 |

## Faza grupowa

### Grupa A
| FC Nantes – FC Porto 0:0 - 13.09 1995                                                                                               |
| Dynamo Kijów – Panathinaikos AO 1:0 (0:0) - 13.09 1995 1:0 Kosowski 61 (mecz anulowano)                                             |
| Panathinaikos AO – FC Nantes 3:1 (2:0) - 23.09 1995 1:0 G.Ch. Georgiadis 17, 2:0 K. Warzycha 30, 3:0 K. Warzycha 46, 3:1 N’Doram 88 |
| FC Porto – Aalborg BK 2:0 (1:0) - 23.09 1995 1:0 Rui Barros 41, 2:0 Rui Barros 62                                                   |
| FC Porto – Panathinaikos AO 0:1 (0:1) - 18.10 1995 0:1 Markos 40                                                                    |
| FC Nantes – Aalborg BK 3:1 (1:0) - 18.10 1995 1:0 Ouédec 5, 1:1 Bo Andersen 46, 2:1 Pedros 55, 3:1 Kosecki 74                       |
| Aalborg BK – Panathinaikos AO 2:1 (1:1) - 25.10 1995 1:0 Bo Andersen 7, 1:1 K. Warzycha 42, 2:1 Madsen 89                           |
| Panathinaikos AO – FC Porto 0:0 - 01.11 1995                                                                                        |
| Aalborg BK – FC Nantes 0:2 (0:1) - 01.11 1995 0:1 Guyot 10, 0:2 Ouédec 68                                                           |
| FC Porto – FC Nantes 2:2 (1:2) - 22.11 1995 0:1 Pedros 3, 1:1 Drulović 10, 1:2 Pedros 34, 2:2 José Carlos 56                        |
| Panathinaikos AO – Aalborg BK 2:0 (2:0) - 22.11 1995 1:0 Alexouidis 1, 2:0 G.S. Georgiadis 38                                       |
| FC Nantes – Panathinaikos AO 0:0 - 06.12 1995                                                                                       |
| Aalborg BK – FC Porto 2:2 (1:0) - 06.12 1995 1:0 Bo Andersen 11, 1:1 Emerson 63, 2:1 Madsen 69, 2:2 Emerson 75                      |

| Poz | Klub             | Mecze | Zw | Rem | Por | Pkt | BrZd | BrStr |
| --- | ---------------- | ----- | -- | --- | --- | --- | ---- | ----- |
| 1   | Panathinaikos AO | 6     | 3  | 2   | 1   | 11  | 7    | 3     |
| 2   | FC Nantes        | 6     | 2  | 3   | 1   | 9   | 8    | 6     |
| 3   | FC Porto         | 6     | 1  | 4   | 1   | 7   | 6    | 5     |
| 4   | Aalborg BK       | 6     | 1  | 1   | 4   | 4   | 5    | 12    |

### Grupa B
| Legia Warszawa – Rosenborg BK 3:1 (0:0) - 13.09 1995 0:1 Jakobsen 64, 1:1 Pisz 65, 3:1 Pisz 73, 2:1 R. Staniek 70                                          |
| Blackburn Rovers – Spartak Moskwa 0:1 (0:1) - 13.09 1995 0:1 Juran 41                                                                                      |
| Spartak Moskwa – Legia Warszawa 2:1 (1:0) - 27.09 1995 1:0 Nikiforow 13k, 2:0 Juran 52, 2:1 Jóżwiak 82                                                     |
| Rosenborg BK – Blackburn Rovers 2:1 (1:0) - 27.09 1995 1:0 Løken 29, 1:1 Newell 62, 2:1 Stensaas 86                                                        |
| Legia Warszawa – Blackburn Rovers 1:0 (1:0) - 18.10 1995 1:0 Podbrożny 26                                                                                  |
| Rosenborg BK – Spartak Moskwa 2:4 (2:0) - 18.10 1995 1:0 Linken 2, 2:0 Brattbakk 44, 2:1 Alejniczew 58, 2:2 Nikiforow 61, 2:3 Keczinow 76, 2:4 Keczinow 83 |
| Blackburn Rovers – Legia Warszawa 0:0 - 01.11 1995 |
| Spartak Moskwa – Rosenborg BK 4:1 (3:0) - 01.11 1995 1:0 Szmarow 2, 2:0 Juran 9, 3:0 Cymbalar 19, 4:0 Tichonow 80, 4:1 Løken 90                            |
| Rosenborg BK – Legia Warszawa 4:0 (2:0) - 22.11 1995 1:0 Strand 17, 2:0 Brattbakk 45, 3:0 Jakobsen 63, 4:0 Heggem 88                                       |
| Spartak Moskwa – Blackburn Rovers 3:0 (1:0) - 22.11 1995 1:0 Alejniczew 28, 2:0 Nikiforow 47, 3:0 Mamiedow 54                                              |
| Legia Warszawa – Spartak Moskwa 0:1 (0:1) - 06.12 1995 0:1 Mamiedow 41                                                                                     |
| Blackburn Rovers – Rosenborg BK 4:1 (4:1) - 06.12 1995 1:0 Shearer 16k, 1:1 Iversen 30, 2:1 Newell 31, 3:1 Newell 37, 4:1 Newell 40                        |

| Poz | Klub             | Mecze | Zw | Rem | Por | Pkt | BrZd | BrStr |
| --- | ---------------- | ----- | -- | --- | --- | --- | ---- | ----- |
| 1   | Spartak Moskwa   | 6     | 6  | 0   | 0   | 18  | 15   | 4     |
| 2   | Legia Warszawa   | 6     | 2  | 1   | 3   | 7   | 5    | 8     |
| 3   | Rosenborg BK     | 6     | 2  | 0   | 4   | 6   | 11   | 16    |
| 4   | Blackburn Rovers | 6     | 1  | 1   | 4   | 4   | 5    | 8     |

### Grupa C
| Steaua Bukareszt – Rangers 1:0 (0:0) - 13.09 1995 1:0 Prodan 85                                                                 |
| Borussia Dortmund – Juventus F.C. 1:3 (1:2) - 13.09 1995 1:0 Möller 1, 1:1 Padovano 12, 1:2 Del Piero 37, 1:3 Conté 69          |
| Juventus F.C. – Steaua Bukareszt 3:0 (2:0) - 27.09 1995 1:0 Di Livio 35, 2:0 Del Piero 40, 3:0 Ravanelli 49                     |
| Rangers – Borussia Dortmund 2:2 (0:1) - 27.09 1995 0:1 Herrlich 19, 1:1 Gough 64, 1:2 Kree 68, 2:2 Ferguson 73                  |
| Borussia Dortmund – Steaua Bukareszt 1:0 (0:0) - 18.10 1995 1:0 Ricken 58                                                       |
| Juventus F.C. – Rangers 4:1 (3:0) - 18.10 1995 1:0 Ravanelli 15, 2:0 Conté 17, 3:0 Del Piero 23, 4:0 Ravanelli 76, 4:1 Gough 79 |
| Steaua Bukareszt – Borussia Dortmund 0:0 - 01.11 1995                                                                           |
| Rangers – Juventus F.C. 0:4 (0:1) - 01.11 1995 0:1 Del Piero 16, 0:2 Torricelli 65, 0:3 Ravanelli 88, 0:4 Marocchi 90           |
| Rangers – Steaua Bukareszt 1:1 (1:1) - 22.11 1995 1:0 Gascoigne 33, 1:1 A. Ille 55                                              |
| Juventus F.C. – Borussia Dortmund 1:2 (0:1) - 22.11 1995 0:1 Zorc 29, 0:2 Ricken 65, 1:2 Del Piero 90                           |
| Steaua Bukareszt – Juventus F.C. 0:0 - 06.12 1995                                                                               |
| Borussia Dortmund – Rangers 2:2 (1:1) - 06.12 1995 0:1 B. Laudrup 10, 1:1 Möller 17, 2:1 Riedle 48, 2:2 Durie 84                |

| Poz | Klub              | Mecze | Zw | Rem | Por | Pkt | BrZd | BrStr |
| --- | ----------------- | ----- | -- | --- | --- | --- | ---- | ----- |
| 1   | Juventus F.C.     | 6     | 4  | 1   | 1   | 13  | 15   | 4     |
| 2   | Borussia Dortmund | 6     | 2  | 3   | 1   | 9   | 8    | 8     |
| 3   | Steaua Bukareszt  | 6     | 1  | 3   | 2   | 6   | 2    | 5     |
| 4   | Rangers           | 6     | 0  | 3   | 3   | 3   | 6    | 14    |

### Grupa D
| AFC Ajax – Real Madryt 1:0 (1:0) - 13.09 1995 1:0 Overmars 14                                                                                                   |
| Grasshopper Club Zürich – Ferencvárosi TC0:3 (0:0) - 13.09 1995 0:1 Lisztes 61, 0:2 O. Vincze 81, 0:3 O. Vincze 90                                              |
| Ferencvárosi TC – AFC Ajax 1:5 (0:0) - 27.09 1995 0:1 Litmanen 57, 1:1 Nyilas 59k, 1:2 Kluivert 67, 1:3 Litmanen 79k, 1:4 F. de Boer 84, 1:5 Litmanen 87        |
| Real Madryt – Grasshopper Club Zürich 2:0 (0:0) - 27.09 1995 1:0 Zamorano 69, 2:0 Zamorano 89                                                                   |
| AFC Ajax – Grasshopper Club Zürich 3:0 (1:0) - 18.10 1995 1:0 Kluivert 12, 2:0 Kluivert 68, 3:0 Finidi 87                                                       |
| Real Madryt – Ferencvárosi TC6:1 (3:0) - 18.10 1995 1:0 Raúl 24, 2:0 Raúl 25, 3:0 Zamorano 34, 4:0 Raúl 47, 5:0 Hierro 54, 5:1 Kopunović 63, 6:1 Raúl 84        |
| Grasshopper Club Zürich – AFC Ajax 0:0 - 01.11 1995 |
| Ferencvárosi TC – Real Madryt 1:1 (1:0) - 01.11 1995 1:0 Albert 36, 1:1 Raúl 73                                                                                 |
| Real Madryt – AFC Ajax 0:2 (0:0) - 22.11 1995 0:1 Litmanen 64, 0:2 Kluivert 76                                                                                  |
| Ferencvárosi TC – Grasshopper Club Zürich 3:3 (2:1) - 22.11 1995 1:0 Albert 20, 1:1 Subiat 21, 2:1 Lisztes 24, 2:2 Comisetti 47, 2:3 Ibrahim 64, 3:3 Nyilas 85k |
| AFC Ajax – Ferencvárosi TC4:0 (2:0) - 06.12 1995 1:0 Overmars 17, 2:0 R. de Boer 22, 3:0 Litmanen 62, 4:0 Litmanen 66                                           |
| Grasshopper Club Zürich – Real Madryt 0:2 (0:0) - 06.12 1995 0:1 Raúl 55, 0:2 Michel 67                                                                         |

| Poz | Klub                    | Mecze | Zw | Rem | Por | Pkt | BrZd | BrStr |
| --- | ----------------------- | ----- | -- | --- | --- | --- | ---- | ----- |
| 1   | AFC Ajax                | 6     | 5  | 1   | 0   | 16  | 15   | 1     |
| 2   | Real Madryt             | 6     | 3  | 1   | 2   | 10  | 11   | 5     |
| 3   | Ferencváros Budapeszt   | 6     | 1  | 2   | 3   | 5   | 9    | 19    |
| 4   | Grasshopper Club Zürich | 6     | 0  | 2   | 4   | 2   | 3    | 13    |

## 1/4 finału
| Legia Warszawa – Panathinaikos AO 0:0 i 0:3 1 05.03 1996 2 20.03 1996 0:1 K. Warzycha 34, 0:2 K. Warzycha 58, 0:3 Borelli 72                                  |
| Borussia Dortmund – AFC Ajax 0:2 i 0:1 1 05.03 1996 0:1 Davids 8, 0:2 Kluivert 83 2 20.03 1996 0:1 Musampa 75                                                 |
| FC Nantes – Spartak Moskwa 2:0 i 2:2 1 05.03 1996 1:0 N’Doram 28, 2:0 Ouédec 67 2 20.03 1996 0:1 Nikiforow 32, 0:2 Nikiforow 38, 1:2 Ouédec 63, 2:2 Ouédec 86 |
| Real Madryt – Juventus F.C. 1:0 i 0:2 1 05.03 1996 1:0 Raúl 20 2 20.03 1996 0:1 Del Piero 17, 0:2 Padovano 54                                                 |

## 1/2 finału
| AFC Ajax – Panathinaikos AO 0:1 i 3:0 1 03.04 1996 0:1 K. Warzycha 87 2 17.04 1996 1:0 Litmanen 4, 2:0 Litmanen 77, 3:0 Wooter 86                                         |
| Juventus F.C. – FC Nantes 2:0 i 2:3 1 03.04 1996 1:0 Vialli 49, 2:0 Jugović 66 2 17.04 1996 1:0 Vialli 17, 1:1 Capron 44, 2:1 Paulo Sousa50, 2:2 N’Doram 69, 2:3 Renou 82 |

## Finał
| 22 maja 1996 Rzym Stadio Olimpico (80 000) Juventus F.C. – AFC Ajax 1:1 (1:1, 1:1), karne 4:2 Sędzia: Manuel Díaz Vega (Hiszpania) Bramki: 1:0 Fabrizio Ravanelli 12, 1:1 Jari Litmanen 41 Karne: 0:0 Edgar Davids (obrona), 1:0 Ciro Ferrara, 1:1 Jari Litmanen, 2:1 Gianluca Pessotto, 2:2 Arnold Scholten, 3:2 Michele Padovano, 3:2 Sonny Silooy (obrona), 4:2 Vladimir Jugović Żółte kartki: Moreno Torricelli, Didier Deschamps, Vladimir Jugović, Angelo Di Livio / Danny Blind, Finidi George, Nordin Wooter Juventus Football Club (trener Marcello Lippi): Angelo Peruzzi – Ciro Ferrara, Moreno Torricelli, Pietro Vierchowod, Gianluca Pessotto, Antonio Conte (44 Vladimir Jugović), Paulo Sousa (57 Angelo Di Livio), Didier Deschamps, Alessandro Del Piero, Gianluca Vialli (kapitan), Fabrizio Ravanelli (77 Michele Padovano) Amsterdamsche Football Club Ajax (trener Louis van Gaal): Edwin van der Sar – Sonny Silooy, Danny Blind (kapitan), Frank de Boer (68 Arnold Scholten), Winston Bogarde, Edgar Davids, Ronald de Boer (91 Nordin Wooter), Finidi George, Kizito Musampa (46 Patrick Kluivert), Jari Litmanen, Nwankwo Kanu |